# Alta infedeltà (pel·lícula de 1964)
Alta infedeltà és una pel·lícula en episodis de 1964 dirigida per Franco Rossi (Scandaloso), Elio Petri (Peccato nel pomeriggio), Luciano Salce (La Sospirosa) i Mario Monicelli (Gente moderna).

## Argument

### Scandaloso
Francesco Mangini és un marit gelós i morbosament protector cap a la seva dona Raffaella, però un dia descobrirà que és l'atracció del... suposat amant de la seva dona.

### Peccato nel pomeriggio
Laura intenta de totes maneres trair el seu marit Giulio i, a causa d'un malentès, es trobarà amb el seu cònjuge.

### La Sospirosa
La Glòria està gelosa del seu marit Paolo però, un dia que està fora, l'enganya amb el seu millor amic Tonino.

### Gente moderna
Cesare perd tots els seus diners jugant a les cartes amb un amic seu i, per pagar els seus deutes, accepta la condició de deixar-li la seva dona Tebaida per una nit.

## Repartiment
Scandaloso
- Nino Manfredi: Francesco Mangini
- Fulvia Franco: Raffaella Mangini
- John Phillip Law: Ronald
- Eleanor Beaucour: matrona pensió
- Vittorio La Paglia: retardat
- Luigi Zerbinati: pare del retardat

Peccato nel pomeriggio
- Charles Aznavour: Giulio
- Claire Bloom: Laura

La Sospirosa
- Monica Vitti: Gloria
- Jean-Pierre Cassel: Tonino
- Sergio Fantoni: Paolo, marit de Gloria

Gente moderna
- Ugo Tognazzi: Cesare Bertolazzi
- Bernard Blier: Reguzzoni
- Michèle Mercier: Tebaide, esposa de Cesare

## Producció
La pel·lícula va ser produïda per la productora Documento Film

## Distribució
La pel·lícula va ser estrenada el 22 de gener de 1964 pel productor Dino De Laurentiis, director de la casa de distribució homònima.
La pel·lícula també va arribar a França amb el títol Haute infidélité .